# Министерство иностранных дел Вьетнама
Министерство иностранных дел Вьетнама (вьет. Bộ Ngoại giao Việt Nam, англ. Ministry of Foreign Affairs of the Socialist Republic of Viet Nam) осуществляет внешнеполитическую деятельность Социалистической Республики Вьетнам. Он несёт ответственность перед Национальным собранием, президентом, правительством и премьер-министром за всю деятельность Министерства.

## Структура
Ведомство возглавляет министр Фам Бинь Минь, назначенный на должность в августе 2011 года.
В министерстве 31 географических и тематических департамента, в том числе:
- департамент АСЕАН
- департамент Европы
- департамент Америки
- департамент Северо-Восточной Азии
- департамент Юго-Восточной Азии, Южной Азии и Южно-Тихоокеанский
- департамент Ближнего Востока и Африки
- департамент внешней политики
- департамент международных организаций
- департамент международного права и международных договоров
- департамент многостороннего экономического сотрудничества
- общий экономический департамент
- департамент по делам культуры и ЮНЕСКО
- департамент по делам вьетнамцев за границей
- департамент пресс-информации
- департамент государственного протокола
- департамент инспекции
- национальная пограничная комиссия
- консульский отдел

## Министр
Согласно действующему аоложению, кандидатом в министры может стать гражданин Вьетнама в возрасте не младше 30 лет. Кандидат в министры должен соответствовать следующим условиям:
- Быть депутатом Национального собрания Вьетнама
- Быть членом ЦК Коммунистической партии Вьетнама
- Иметь вьетнамское гражданство
- Иметь стаж работы в отрасли 10 и более лет
- Ранее занимать должность заместителя министра иностранных дел.

### Список министров

#### Демократическая Республика Вьетнам
| # | Министр        | Фото | Вступление в должность | Окончание полномочий | Президент               |
| - | -------------- | ---- | ---------------------- | -------------------- | ----------------------- |
| 1 | Хо Ши Мин      |      | 27 августа 1945        | 2 марта 1946         | Хо Ши Мин               |
| 2 | Нят Линь       |      | 2 марта 1946           | 3 ноября 1946        | Хо Ши Мин               |
| — | Хо Ши Мин      |      | 3 ноября 1946          | 1 марта 1947         | Хо Ши Мин               |
| 3 | Хоанг Минь Зям |      | 1 марта 1947           | 1 апреля 1954        | Хо Ши Мин               |
| 4 | Фам Ван Донг   |      | 1 апреля 1954          | 1 февраля 1961       | Хо Ши Мин               |
| 5 | Унг Ван Кхьем  |      | 1 февраля 1961         | 30 апреля 1963       | Хо Ши Мин               |
| 6 | Суан Тхюи      |      | 30 апреля 1963         | 1 апреля 1965        | Хо Ши Мин               |
| 7 | Нгуен Зуи Чинь |      | 1 апреля 1965          | 3 июля 1976          | Хо Ши Мин Тон Дык Тханг |

#### Временное правительство Республики Южный Вьетнам
| # | Министр        | Фото | Вступление в должность | Окончание полномочий | Председатель Временного правительства Республики Южный Вьетнам |
| - | -------------- | ---- | ---------------------- | -------------------- | -------------------------------------------------------------- |
| 8 | Нгуен Тхи Бинь |      | 8 июня 1969            | 3 июля 1976          | Хюинь Тан Фат, Нгуен Хыу Тхо                                   |

#### Социалистическая Республика Вьетнам
| #  | Министр        | Фото | Вступление в должность | Окончание полномочий | Президент                                         |
| -- | -------------- | ---- | ---------------------- | -------------------- | ------------------------------------------------- |
| 7  | Нгуен Зуи Чинь |      | 3 июля 1976            | 7 февраля 1980       | Тон Дык Тханг                                     |
| 9  | Нгуен Ко Тхать |      | 7 февраля 1980         | 1 июля 1991          | Тон Дык Тханг Нгуен Хыу Тхо Чыонг Тинь Во Ти Конг |
| 10 | Нгуен Мань Кам |      | 9 августа 1991         | 28 января 2000       | Во Ти Конг Ле Дык Ань Чан Дык Лыонг               |
| 11 | Нгуен Зи Ньен  |      | 28 января 2000         | 28 июня 2006         | Чан Дык Лыонг                                     |
| 12 | Фам Зя Кхьем   |      | 28 июня 2006           | 3 августа 2011       | Нгуен Минь Чьет                                   |
| 13 | Фам Бинь Минь  |      | 3 августа 2011         | 7 апреля 2021        | Чыонг Тан Шанг Чан Дай Куанг Нгуен Фу Чонг        |
| 14 | Буй Тхань Шон  |      | 8 апреля 2021          | по н. вр.            | Нгуен Суан Фук Во Ван Тхыонг                      |